# High School Musical: la selección (México)
Disney High School Musical: la selección fue un programa de televisión mexicano emitido durante 2007, que consistió en un casting realizado por Disney y TV Azteca, auspiciado por Telcel y Comercial Mexicana. Su fin era escoger a una pareja de entre los 18 participantes, que interpretarán los roles protagónicos (originalmente, Troy Bolton y Gabriella Montez) en la versión mexicana de la película, para lo cual debieron demostrar sus aptitudes como cantantes, bailarines y actores. Mariana Magaña y Cristóbal Orellana fueron los dos participantes elegidos para protagonizar la adaptación para el público mexicano de la película mexicana High School Musical: El Desafío.
El programa fue presentado por Roger González y María Inés Guerra.

## Seleccionados
Después de una ardua tarea para clasificar a todos los aspirantes, los 18 finalistas fueron los siguientes:
| Participante       | Edad    | Ciudad de residencia                | Estado                                         |
| Alexis             | 20 años | Culiacán, Sinaloa                   | Perdió la llave                                |
| Antonio            | 21 años | México, D.F.                        | Perdió la llave                                |
| Berenice           | 22 años | Veracruz, Ver.                      | Perdió la llave                                |
| Carolina Ayala     | 18 años | San Nicolás de los Garza Nuevo León | Perdió la llave Obtuvo un papel en la película |
| César Viramontes   | 22 años | Zapopan, Jal.                       | Perdió la llave Obtuvo un papel en la película |
| Eunice             | 19 años | Lázaro Cárdenas, Michoacán          | Perdió la llave                                |
| Cristóbal Orellana | 23 años | Guadalajara, Jalisco                | Ganador Obtuvo el papel de Troy Bolton         |
| Fabiola Paulin     | 18 años | Monterrey, Nuevo León               | Perdió la llave Obtuvo un papel en la película |
| Fernando Soberanes | 22 años | Guadalajara, Jalisco                | Perdió la llave Obtuvo el papel de Ryan Evans  |
| Lydia              | 19 años | Córdoba, Ver.                       | Perdió la llave                                |
| Jorge Blanco       | 15 años | Guadalajara, Jal                    | Perdió la llave Obtuvo un papel en la película |
| Mariana Magaña     | 16 años | México D.F.                         | Ganadora Obtuvo el papel de Gabriella Montez   |
| Gerardo            | 17 años | Mérida, Yucatán                     | Perdió la llave                                |
| Alejandra          | 18 años | Zapopan, Jalisco                    | Perdió la llave                                |
| Pahola             | 15 años | Xalapa, Ver.                        | Perdió la llave                                |
| Rodrigo            | 18 años | Querétaro, Qro                      | Perdió la llave                                |
| Stephie Camarena   | 16 años | México D.F.                         | Perdió la llave Obtuvo un papel en la película |
| Tony               | 24 años | México, D.F.                        | Perdió la llave                                |

## Mecánica

### Clase
Era un programa especial transmitido por el canal de Azteca 7 de TV Azteca de lunes a viernes a las 15:30.
Su propósito principal era el de mostrar un resumen diario de todo lo ocurrido en la escuela de High School Musical La Selección.

### Conciertos
Con un total de 15 conciertos, inicialmente se transmitirían por el canal de Azteca 13 de TV Azteca todos los domingos a las 19:00. Pero por cuestiones de aumentar el índice de audiencia se cambió de día, horario y canal a los sábados a partir de las 18:00 por el canal de Azteca 7 de TV Azteca.
En el primer concierto, cada uno de los 18 participantes recibió una copia de la llave que abriría una de las 2 vitrinas que contendrían los libretos de los papeles protagónicos de la película.
En cada concierto, los alumnos recibirían una calificación del 1 al 10 que, sumada con su calificación semanal otorgada por los profesores y haciendo un promedio, sería su calificación final, la cual sería la base para seleccionar a los 2 promedios más bajos de la semana que serían integrantes de “La Tablita”
En cada concierto, los televidentes decidirían que alumno de “La Tablita” conservaría su llave, votando telefónicamente o enviando mensajes de texto con el nombre del alumno a salvar.
En el último concierto, dos de los 6 finalistas (3 hombres y 3 mujeres) obtendrían los papeles protagónicos (Troy y Gabriella) de la película High School Musical: El Desafío.

## Los finalistas
Ya en el concierto 14, al tener a los 6 semifinalistas para los papeles protagónicos de la película, se dieron a conocer las líneas telefónicas de cada alumno para que, en el concierto 15, se dieran a conocer los dos ganadores.
Dichos ganadores fueron Mariana Magaña y Cristóbal Orellana.

## High School Musical La Selección volumen 1
El primer CD de High School Musical: La Selección: "High School Musical La Selección Volumen 1".

### Lista de canciones
- Estamos Todos Juntos - Todos
- Sueña ("Someday": End Title Song From "Hunchback Of Notre Dame") - Lydia Y Fabiola
- Eres Tu - Fernando Y Stephie
- Amigo Fiel - Antonio, Alexis Y Jorge
- Pon Tu Mente En El Juego - Cristóbal Y Cesar
- Algo Va A Empezar - Gerardo Y Mariana
- Mi Reflejo (Reflection) - Fabiola
- La Bella Y La Bestia - Eunice Y Stephie
- No Me Digas Que No - Rodrigo Y Carolina
- Tras Nubes - Pahola Y Berenice

## High School Musical La Selección volumen 2
Tras el éxito del primer CD, sale a la venta el segundo CD de High School Musical: La Selección: "High School Musical La Selección Volumen 2".

### Lista de canciones
- Sigue el statu quo - Todos
- Un mundo ideal - Gerardo y Berenice
- Soñar es desear - Eunice
- Hakuna matata - Jorge y Gerardo
- Cruella de Vil - Fernando
- Gatos jazz - Cristóbal, César y Rodrigo
- Ser el mejor - Rodrigo, Carolina, Fernando y Fabiola
- Fuerza y pasión - Cristóbal
- Intocable - Rodrigo
- Monitor - César, Fernando y Jorge
- Todo cambio - Lidia
- Dímelo - Gerardo y Cristóbal
- Niño - Carolina